# Николаевка (Волновахский район)
Никола́евка (укр. Миколаївка) — село на Украине, находится в Волновахском районе Донецкой области.
оккупировано Россией.
Код КОАТУУ — 1421584001. Население по переписи 2001 года составляло 1512 человек. Почтовый индекс — 85734. Телефонный код — 6244.

## Персоналии
В селе родился Дзюба Иван Михайлович — Герой Украины, общественный деятель, диссидент советских времен, украинский литературовед, критик, второй министр культуры Украины (1992—1994).

## Адрес местного совета
85734, Донецкая область, Волновахский р-н, с. Николаевка, ул. Ленина, 36 а